# Symfonie nr. 1 (Beamish)
Sally Beamish voltooide haar Symfonie nr. 1 in 1992.

## Achtergrond
Het werk ontstond naar aanleiding van een culturele uitwisseling tussen Schotland en IJsland (Skotti). Beamish woonde toen net in Schotland en kreeg in het kader van die samenwerking de opdracht van het IJslands Symfonieorkest een compositie te leveren. Alhoewel vereerd voelde Beamish zich ook enigszins ongemakkelijk, want ze had nog nooit voor een groot professioneel ensemble geschreven, laat staan voor een symfonieorkest. Desondanks was ze tevreden nadat ze het werk voor het eerst had gehoord tijdens de repetities.

## Opzet
Beamish kwam met een eendelige symfonie van circa vierentwintig minuten. De klassieke indeling van de symfonie liet ze voor wat het is en zij kwam met een werk dat beter thuishoort in de categorie Thema met variaties. Het thema haalde ze uit haar pianotrio en uit psalm 104. Zo ontstond een werk waarbij de thema’s en variaties in elkaar overlopen. Halverwege de symfonie zakt de dynamiek weg, er volgt een crescendo naar de climax, waarna de symfonie als een nachtkaars uitgaat. Beamish trok de vergelijking met een pibroch, de Schotse variant van "Thema met variaties".
Het Symfonieorkest van IJsland gaf op 28 januari 1993 de première van dit werk onder leiding van Günther Schuller.

## Orkestratie
- 3 dwarsfluiten (III ook piccolo), 3 hobo’s, 3 klarinetten (III ook basklarinet), 3 fagotten (III ook contrafagot)
- 4 hoorns, 3 trompetten, 2 trombones, 1 bastrombone, 1 tuba
- pauken, 3 man/vrouw percussie, piano, 1 harp
- violen, altviolen, celli, contrabassen.